# Celia Rowlson-Hall
Celia Rowlson-Hall es una bailarina, coreógrafa y directora de cine estadounidense. Ha coreografiado numerosos videos musicales y comerciales, y ha dirigido varios cortometrajes. Su primer largometraje, MA, se estrenó en 2015. En 2020 estrenó Omniboat: A Fast Boat Fantasia en el Festival de cine de Sundance.

## Biografía
Rowlson-Hall creció en Urbanna, Virginia, y se graduó de la Escuela de Artes de la Universidad de Carolina del Norte en 2006 con una Licenciatura en Bellas Artes en danza.

## Trayectoria profesional
Rowlson-Hall se trasladó a Nueva York después de terminar la universidad e inicialmente trabajó en teatro, danza y coreografía. Fue asesorada por la coreógrafa de Nueva York Faye Driscoll y ganó un premio Bessie por su interpretación en Driscoll's 837 Venice Blvd en 2009. Se involucró por primera vez en el cine en 2008, cuando el director Ray Tintori la contrató para coreografiar el video musical de la canción " Electric Feel " de MGMT. En 2010, dirigió su primer cortometraje, Prom Night, en el que también participó ella misma; fue nominada para el Gran Premio del Jurado en South by Southwest. Luego dirigió otros dos cortometrajes, The Audition (2012) y Si Nos Dejan (2013).
En 2013, Rowlson-Hall comenzó a trabajar como coreógrafa en la serie Girls de HBO; también coreografió a la creadora de Girls, Lena Dunham, en un video para la revista Vogue. Ha coreografiado comerciales para clientes como Lee Jeans y Kate Spade New York, y videos musicales para artistas como Alicia Keys y Sleigh Bells. Fue nombrada una de las "25 nuevas caras del cine independiente" de la revista Filmmaker en 2015.
El primer largometraje de Rowlson-Hall, MA (2015), es un recuento moderno de la historia de la Virgen María en el que Rowlson-Hall interpreta el papel principal. La película, que Rowlson-Hall financió a través de Kickstarter, se proyectó en el 72° Festival Internacional de Cine de Venecia y en el AFI Fest. En 2017, creó el cortometraje (The [End) of History Illusion] para Miu Miu como la decimocuarta entrega de su serie Women's Tales.

## Vida personal
En septiembre de 2018, Rowlson-Hall se casó con Mia Lidofsky, una cineasta a quien conoció en 2013 cuando trabajaron juntas en Girls.